# Éditions Charles Corlet
Les Éditions Charles Corlet sont une maison d'édition française, basée à Athis-Val de Rouvre dans l'Orne.
Elles éditent des ouvrages sur la Normandie dans les domaines suivants : littérature, histoire locale, histoire médiévale, histoire de la Seconde Guerre mondiale, cuisine, patrimoine, architecture, régionalisme.

## Présentation
La maison d'édition est fondée en 1972 par Charles Corlet, né à Condé-sur-Noireau, fils d’imprimeur, élève à l’École supérieure des arts et industries graphiques de Paris, qui reprend en 1961 l’imprimerie familiale. Il la diversifie dans l’impression de livres, prend la tête du journal local La Suisse normande. Cette maison d'édition est connue pour avoir embauché le criminel français Patrick Henry, démarche ayant permis sa mise en liberté conditionnelle
Les Éditions Charles Corlet prennent leur indépendance du groupe Corlet au début des années 2010.
Le 21 mars 2016, Charles Corlet reçoit du ministre de l'Économie, Emmanuel Macron, le lauréat des insignes de chevalier de l'ordre national de la Légion d'honneur afin de le récompenser pour ses années de travail et pour son humanisme,,,,. 
En 2016, John Lindquist et Gilles Nadin prennent la direction de l'entreprise,,.
Aujourd'hui, les Éditions Charles Corlet publient surtout des livres d'histoire et des romans du terroir sur les 5 départements de la Normandie et sortent une quinzaine de livres par an. Parmi leurs collections est Résistance en Normandie sous la direction de Gérard Fournier.
En 2019, Grégory Laignel était le lauréat du prix Reine Mathilde au salon du livre de Cheux pour son roman historique  Confesse.
Les éditions Charles Corlet proposent des ouvrages spécialisés en histoire, à disposition des étudiants, mais aussi dans des travaux de recherches.

## CinémAction
La revue CinémAction est une revue cinématographique, dont les publications ont pris fin en 2019. La revue a été éditée pendant 41 ans et mettait en avant des analyses des films considérés comme des chefs-d’œuvre du cinéma mondial. Plus de 173 numéros ont été publiés par cette revue, dont la dernière, Balzac à l'écran, en marque les derniers instants.
Les éditions Charles Corlet ont participé à la publication des ouvrages, parmi eux, David Lean. Une vie de cinéma, qui a été accueilli et utilisé par des critiques,. 

## Quelques auteurs
- Henri Barbusse
- Pierre Bouet
- Olivier Chaline
- Jean Deuve
- René Lepelley
- Jack London
- Bill Mollison
- François Neveux
- Yoland Simon
- Robert Sinsoilliez
- Orderic Vital